# Spalacopsis texana
Spalacopsis texana là một loài bọ cánh cứng trong họ Cerambycidae.